# LDREX
LDREX（Large-scale Deployable Reflector EXperiment, 大型展開アンテナ小型・部分モデル）は、きく8号（技術試験衛星VIII型）に搭載される大型展開アンテナ（LDR）の事前宇宙実証モデル。LDRの2分の1スケールのLDREXを実際に宇宙空間で展開させ、LDR展開機構の設計妥当性を確認することが目的だった。2000年12月にLDREXが打ち上げられ、展開実験を行うものの完全には成功せず、2006年10月に改良を施したLDREX-2が再度打ち上げられた。

## 設計
LDREXは7つのモジュールから構成され、各モジュールは展開後の直径が2.4mの六角錘台形をしている。鏡面は金メッキを施した細い金属線を編んだメッシュ構造をしており、鏡面の形状はモジュールの枠を支えるケーブルによって、調整・維持されている。
展開前のLDREXは直径0.3m、長さ1.5mのサイズでロケットに収納されており、主衛星の分離後ロケットに取り付けられたまま、約20分間(2号機は約40分間）かけて各モジュールの展開を開始する。展開実験時のコマンドはロケットから発信され、テレメトリーデータ及びLDREX-2の画像データはロケットを経由して地上局に送信される。これらのデータは打上げから2日程度で入手される。展開完了後LDREXはロケットから分離される。

## LDREX
LDREXは2000年12月20日、アリアン5ロケットに副衛星として搭載され、主衛星（Astra 2D、AMC-8）が切り離された後、ロケットに取り付けられた状態で展開実験を開始した。折り畳んだアンテナを固定しているバンドの解放やアンテナの初期展開に成功するものの、開始約3分後にアンテナが約5度開いたところで展開が停止した。その後20分間そのままの状態で、予定されていたロケットからの切り離しが行われた。分離直後に展開が再度始まり約40度まで展開したが、アンテナがロケットに設置されたカメラの観察視野の外に行ってしまったため、完全に展開したかどうか確認されなかった。
テレメトリデータからLDREXの制御系並びに温度環境は正常であることが確認され、展開が停止した原因は機構的なものであったと考えられた。その後、アンテナのトラス間に収納されていたメッシュ（トラス内のケーブルの干渉を防ぐためのポリエステル製の膜）が隣のトラスの先端部に被さったことが原因と推定された。メッシュが外にはみ出したことについては、保持解放機構を解放した直後、アンテナが蓄積された歪みエネルギーによって少し膨張し、その一部がクランプバンドに接触したことによって大きな振動が生じたことが原因と考えられた。
その後ロケットとの分離による振動でメッシュの引っかかりが解け、展開が再開した。このときの展開進度は設計値に近いため、展開駆動力は設計通りに維持されていたと判断された。

## LDREX-2
2000年のLDREXの軌道上実験結果を受けてエンジニアリングモデルによる設計改良点の検証を行い、2002年からフライトモデルが作製・試験され地上試験、航空機による微小重力下試験が行われた。さらに2006年の総点検でさらなるリスク低減のため、LDREX-2の軌道上実験の実施が決定した。LDREX-2ではLDREX初号機から以下の3つの改良が施された。
- 保持解放機構の逐次展開による固縛解放時のアンテナ鏡面の揺れ抑制
- 飛び出し防止帯の実装およびスタンドオフロッドの追加による鏡面の引っかかり防止
- アシストばね追加による展開力マージンの向上

LDREX-2は2006年10月13日、アリアン5ロケットに副衛星として搭載され、主衛星（DirecTV-9S、Optus D1）が切り離された後、ロケットに取り付けられた状態で展開実験を開始した。打上げから約42分後にLDREX-2が起動し、その約44分後に鏡面展開を終了、その後ロケットから分離した。固縛解放から完全展開までのシームレスな展開動作が確認され、初号機の実験で問題だった横振動、引っかかり、鏡面メッシュ等の飛び出しは確認されなかった。